# The North Face
The North Face er et amerikansk firma, der producerer friluftstøj og -udstyr, som tøj, fodtøj og lignende genstande. Selskabet blev grundlagt i 1968 for at lave udstyr klatrere, og firmaets logo er inspireret af Half Dome-bjerget i Yosemite National Park. Det blev grundlagt i San Francisco af Douglas Tompkins og hans kone Susie Tompkins. To år senere blev det købt af Kenneth "Hap" Klopp.
I slutningen af 1990'erne havde firmaet udvidet deres forretning til andre områder end firluftsliv, og var nu også mere casual tøj, og siden 2000'erne har det været betragtet som et streetwear-mærke. I 2000 blev det købt af VF Corporation.